# Errezil Gorri
Errezil Gorri es el nombre de una variedad cultivar de manzano (Malus domestica). Esta manzana está cultivada en diversos viveros entre ellos algunos dedicados a conservación de árboles frutales en peligro de desaparición. La manzana 'Errezil Gorri' es originaria de Guipúzcoa, y actualmente se cultiva debido a su sabor ácido para postre fresco de mesa, y muy apreciada en la elaboración de sidra.

## Sinónimos
- "Errezil Gorria",
- "Esamin Sagarra",[6][7]
- "Regne de Reinnettes",
- "Reina de Reinetas".[8][6]

## Historia
'Errezil Gorri' es una variedad de manzana cultivada en el País Vasco, está considerada incluida en las variedades locales autóctonas muy antiguas, cuyo cultivo se centraba en comarcas muy definidas. Se caracterizaban por su buena adaptación a sus ecosistemas y podrían tener interés genético en virtud de su adaptación. Estas se podían clasificar en dos subgrupos: de mesa o de cocina, y de sidra (aunque algunas tenían aptitud mixta). Es muy apreciada en postre fresco de mesa y muy importante en la elaboración de sidra en el país vasco por su sabor ácido.
'Errezil Gorri' es una variedad mixta, clasificada como muy buena en la elaboración de sidra, también se utiliza en la mesa por su sabor ácido; difundido su cultivo en el pasado por los viveros comerciales y cuyo cultivo en la actualidad se ha reducido a huertos familiares, y apreciada también en elaboraciones culinarias. Variedad presente en Guipúzcoa.

## Características
El manzano de la variedad 'Errezil Gorri' tiene un vigor alto, es árbol de mediana producción; florece a finales de abril; tubo del cáliz en forma de embudo corto, y con los estambres situados en su mitad.
La variedad de manzana 'Errezil Gorri' tiene un fruto de tamaño medio; forma casi redonda, un poco más ancha por su base, atractiva a la vista; piel gruesa, no muy dura, semi áspera; con color de fondo amarillento, siendo el color del sobre color rojizo, importancia del sobre color medio, distribución del color chapa / rayas, suavemente estriada con rayas discontinuas, presenta lenticelas diminutas, sensibilidad al ruginoso-"russeting" (pardeamiento áspero superficial que presentan algunas variedades) débil; pedúnculo de tamaño delgado y largo en algunas manzanas, corto y grueso en otras, anchura de la cavidad peduncular media, profundidad de la cavidad pedúncular es media; calicina pequeño y semicerrado, profundidad de la cav. calicina poco profunda, de anchura media; sépalos triangulares en la base apretados. 
Carne de color blanco amarillento, con textura crujiente, de mucho zumo y mucho aroma; el sabor característico de la variedad, ácido; corazón de tamaño medio, desplazado. Eje abierto. Cavidades casi imperceptibles. Semillas aristadas, puntiagudas, de tamaño medio, color marrón claro uniforme.
La manzana 'Errezil Gorri' tiene una época de recolección a principios de otoño, madura en septiembre, de larga duración. Tiene uso mixto pues se usa como manzana para postre fresco de mesa, y también como manzana para la elaboración de sidra, como manzana sidrera es una variedad ácida muy apreciada.